# كني بن (لاريجان السفلي)
کني بن (بالفارسية: کنی‌بن) هي قرية تقع في إيران في قسم لاریجان السفلی الريفي.